# Им Си-ван
Им Си-ван (корејски: 임시완,  кинески: 任時完 1. децембар 1988 -), познатији као Сиван, јужнокорејски певач и глумац, бивши члан корејске групе ZЕ:А. Као глумац, најпознатији је по својој улози у филму The Attorney (2013), и у драми  Misaeng: Incomplete Life (2014).

## Младост
Сиван је рођен у Бусану у Јужној Кореји. Чланови његове породице су родитељи и старија сестра. Његов отац води мало предузеће које се бави инжењерингом, а мајка му је домаћица. Завршио је основну школу Хеји, и средњу школу Јуи.

## Каријера
У априлу 2009. je у ријалити шоу  „Деца царства 1. сезона“ био регрутован као један од чланова, и са групом је одржао  концерте у разним градовима и кампусима у Јужној Кореји. Брзо су препознати и стекли су много сценског искуства и популарности. 
15. јануара 2010. је дебитовао у Јужној Кореји са мушком групом ZE:A Sons of the Empire, а затим је потписао уговор са Warner Music и Sony Music, и одржао промотивне активности у Азији, почевши од Тајвана, планирајући да у потпуности уће на азијско тржиште. 
11. јула 2017. се званично пријавио у војску и завршио основну војну обуку са високим резултатом. Изабран је за помоћног наставника у тиму за образовање регрута 25. дивизије Копнене војске у граду Јангдоу, Гјонгидо, а отпуштен је из војске 27. марта 2019. године. Након одслуженог војног рока, наставио је да се бави филмским и телевизијским пројектима, показујући свој глумачки таленат. 2007. године примљен је на државни универзитет у Бусану (Busan First National University) са високим резултатом од 450 поена (од 500 поена) на пријемном испиту за факултет. Студирао је на одсеку за машинство.

## Глумачка каријера
Његова глумачка каријера почела је 2012. године када се придружио глумачкој екипи популарне телевизијске емисије Moon Embracing the Sun. Касније те године, учествовао је у емисијама Man from the Equator и Standby поред појављивања у драми Reply 1997. Његова популарност је достигла успон крајем 2013. када се појавио заједно са Сонг Кангом у хит драми у судници из 1980-их The Attorney. Ова улога му је донела награде за најбољег новог глумца од Max Movie Awards, the Marie Claire Film Awards, као и номинације за Grand Bell Awards, the Blue Dragon Film Awards and the Baeksang Arts Awards. Наставио је да се појављује на ТВ-у, остваривши главну улогу у изузетно успешној емисији Misaeng: Incomplete Life (2014), у којој је поновио своју улогу из инди филма Incomplete Life : Prequel (2013).
Вратио се на велико платно за своју прву главну улогу у мејнстрим филму драмом о Корејском рату A Melody to Remember (2015), која је објављена током празника Лунарне Нове године 2016. У покушају да промени свој имиџ, преузео је улогу студента који користи свој невини изглед да би преварио преваранте у One-Line (2016). Следио је овај нови филм The Merciless (2016), у којем је играо полицајца на тајном задатку који се инфилтрира у нарко картел представљајући се као затвореник. Пошто је започео обавезну војну службу 2017. године, отпуштен је 2019. и дуго очекивано се вратио у Hell is Other People хорор серији заснованој на истоименом хит вебтуну.
Сиван, који никада није прошао никакву професионалну глумачку обуку, je својим изгледом, књижевним талентом и карактером, био омиљен код публике.
2012. је глумио у KBS драми "Тhe Eqator Man", играјући улогу Ли Џангија као младића, глумећи о причи о два мушкарца, који истражују "шта љубав и поверење у свету могу постићи". У представи је одлично показао своје глумачко умећe и његова глумачка вештина је наишла са на добар пријем код публике. 
У комедији MBC-а " Stand By", играо је улогу средњошколца Рена Сивана. Његов отац није био ту  када је био дете и након што му је мајка умрла у саобраћајној несрећи, живео је са ујаком који је био заљубљен у његову мајку. Причa je о животу, љубави и раду. За ову представу је такође освојио награду "MBC Entertainment Awards“.